# 耶德利克·阿纽什
耶德利克·阿纽什（匈牙利語：Jedlik Ányos，1800年1月11日—1895年12月13日），匈牙利发明家、工程师、物理学家，罗马天主教牧师，匈牙利科学院院士，被认为是直流发电机之父。